# Javier García Ibáñez
Javier García Ibáñez (n. Calahorra, La Rioja, 14 de agosto de 1982) es un político español, miembro del Partido Socialista Obrero Español. Fue alcalde de la ciudad de Arnedo entre los años 2015 y 2025 y diputado regional en el Parlamento de La Rioja en el que ejerce como portavoz del Grupo Parlamentario Socialista.

## Biografía[2]
Nacido en Quel y casado desde 2010, tiene dos hijos. Estudió Grado de Administración y Finanzas en el Instituto de Educación Secundaria Virgen de Vico de Arnedo y comenzó estudios de Grado de Ciencias Políticas y Administración, que nunca finalizó, a través de la UNED. En 2017, cursó el Programa Ejecutivo en Gobernanza del Sector Público, en ESADE Business School de Madrid. Cursa Ciclo de Grado Superior de Integración Social en el FPD de La Rioja.
En 1998 participó activamente en la refundación del Consejo Comarcal de la Juventud de Arnedo,  así como en otras ONGs y colectivos sociales de la ciudad, siendo, en 2018, cofundador de la ONG Etiovida, que desarrolla proyectos educativos en Etiopía (África).
Antes de asumir la alcaldía, desarrolló distintas tareas profesionales tanto en el sector público, como en el privado, hasta que en 2011 decidió poner en marcha una actividad económica propia ligada al comercio como trabajador autónomo.
El 16 de diciembre de 2024 fue proclamado Secretario General del PSOE de La Rioja en el marco del 16º Congreso Regional gracias a que no hubo primarias y siendo un referente de apoyo a Susana Díaz en su día.

## Trayectoria política
Su entrada en política tuvo lugar en 1998, cuando se afilió a las Juventudes Socialistas primero, y al PSOE después en la agrupación de Arnedo. 
En el año 2003 fue elegido concejal en el Ayuntamiento de Arnedo, acta que revalidó en los años 2007 y 2011. En 2012 fue elegido Secretario General del PSOE de Arnedo, y en 2014, de forma unánime, candidato a la alcaldía de Arnedo.
El 16 de junio de 2015, tras ganar las elecciones municipales de forma amplia, después de 12 años de Gobiernos del PP, con un equipo renovado y multidisciplinar, fue investido Alcalde de la ciudad.
Revalidó la Secretaría General del PSOE de Arnedo en 2017, ya como Alcalde de la ciudad y nuevamente en 2022.
En las elecciones municipales del 26 de mayo de 2019, volvió a encabezar la candidatura del PSOE en la ciudad, obteniendo más del 50% de voto directo y una mayoría absoluta de 10 concejales sobre los 17 de la corporación municipal.
En octubre de 2021 pasa a formar parte de la Ejecutiva Regional presidida por Concha Andreu como Secretario de Relaciones Institucionales del PSOE riojano.
Tras las elecciones del 24 de mayo de 2023, volvió a ganar las elecciones municipales iniciando así su tercera legislatura como alcalde de la ciudad. Además, fue elegido diputado en el Parlamento de La Rioja, siendo nombrado Portavoz del Grupo Socialista en la cámara.
En 2016, se incorporó a la Junta de Gobierno de la FEMP y actualmente es vocal de la Comisión de Hacienda y Administración Pública- Además forma parte de la Comisión Nacional de Administración Local (CNAL) y forma parte de la Junta de Gobierno de la Federación Riojana de Municipios.
El 9 de diciembre presentó su precandidatura a Secretario General del PSOE La Rioja en el marco del 16º Congreso Regional. Durante esta semana, más de 40 alcaldes socialistas riojanos y 149  socialistas históricos (el número de avales necesarios para concurrir a la Secretaría General) mostraron su apoyo públicamente. Finalmente y al no concurrir otras candidaturas, fue proclamado Secretario General una semana más tarde, el 16 de diciembre.